# Pétroglyphes du Ponoï
Les pétroglyphes du Ponoï (en russe : Понойские петроглифы, Ponoïskié petroglify, d'après le fleuve Ponoï), ou pétroglyphes de Čalmn-Varrė (en russe : Петроглифы Чальмн-Варрэ) sont un ensemble d'un peu moins de 300 pétroglyphes préhistoriques dans la péninsule de Kola.

## Historique
Les pétroglyphes de Ponoï ont été découverts en 1973 près de Tchalmny-Varre (raïon de Lovozero) par une équipe scientifique de la branche de Léningrad de l'Institut d'archéologie de l'Académie des sciences de l'URSS, dirigée par Vladimir Iakovlevitch Choumkine.

## Description
Le site contient 287 images rupestres occupant 10 roches distinctes. De nombreux pétroglyphes se trouvent sur la figure 5, qui a été transportée au musée des Samis de Kola au village de Kola en 1988.
Il y a 95 figures zoomorphes, 18 figures anthropomorphes, 9 figures, 6 marques de coupes (récipients), 2 marques de sabots ainsi que 157 figures vagues.

## Datation
Le site est daté pour la période la plus ancienne de la fin du Néolithique (IIIe millénaire av. J.-C.) et pour la période ultérieure de l'âge du Bronze, au IIe millénaire av. J.-C.. 